# Huỳnh Anh
Huỳnh Anh (* 12. Oktober 1932) ist ein ehemaliger südvietnamesischer Radrennfahrer.

## Sportliche Laufbahn
Huỳnh Anh war im Straßenradsport und im Bahnradsport aktiv. Er war Teilnehmer der Olympischen Sommerspiele 1964 in Tokio. Im Mannschaftszeitfahren wurde sein Team 31. des Wettbewerbs.
Über sein weiteres Leben und sportliche Erfolge ist nichts bekannt.